# 重松敏則
重松 敏則（しげまつ としのり、1945年6月16日 - 2016年8月22日）は日本の造園家。九州大学名誉教授、NPO法人日本環境保全ボランティアネットワーク（JCVN）理事長。農学博士。自然環境復元学会九州支部長、NPO法人自然環境復元協会理事。愛媛県生まれ。
2016年8月22日、慢性呼吸不全急性増悪のため死去。

## 編著書
- 『新しい里山再生法』 全国林業改良普及協会, 1999年、林業改良普及双書 ; No.130
- 『里山・田園環境の保全活動をベースとした環境教育と市民参加のシステム開発』 九州芸術工科大学、1993-1994年
- 『市民による里山の保全・管理』信山社出版, 1991年
- 『地域と自治体』第18集、大阪自治体問題研究所、自治体研究社, 1989年
- 『里山の自然をまもる』石井実, 植田邦彦らと共著、築地書館, 1993年
- 『都市の水辺』高田昇ら[他]、東方出版, 1993年  (東方ブックレット ; 6)
- 『農山村の地域資源を活用した環境共生教育に関する拠点形成プログラムと情報システム』 九州大学. 2005-2006年
- 『農林体験の内容及び時間的濃度が青少年の環境認識・景観認識・連帯意識に及ぼす効果』 九州大学(九州芸術工科大学). 2002-2003年
- 『ビオトープの管理・活用』 杉山恵一と共著、朝倉書店, 2002年
- 『よみがえれ里山・里地・里海』 JCVN. 築地書館, 2010年

## 略歴
- 重松研究室ウエブサイト　　参照